# Albert Masó i March
Albert Masó (Gràcia, Barcelona, 1918 - París, 21 de novembre de 2001) fou un polític català. Va estudiar a l'Escola Blanquerna. El gener del 1934 ingressà a les Joventuts del Bloc Obrer i Camperol (BOC). Després del fracàs dels fets del sis d'octubre barceloní, participà en l'expedició de militants de l'Aliança Obrera cap a Sabadell, des d'on es provà, infructuosament, de continuar la insurrecció. Poc més tard s'uní als Grups d'Acció del Bloc Obrer i Camperol (Gabocs), fundats per Josep Rovira i Canals i participà entusiàsticament en la introducció del Partit Obrer d'Unificació Marxista (POUM) a Gràcia.

## Durant la guerra
El 19 de juliol del 1936 intervingué en els combats de la Plaça de la Universitat, de les Rambles i de Drassanes, on fou ferit lleu. Dies després s'integrà en la Columna comandada per Manuel Grossi i Jordi Arquer i Saltor, que es dirigí al Front d'Aragó. Caigué ferit al front de Tierz, i seguí la convalescència a Barcelona i a Alp. Durant els fets de maig de 1937 participà en la defensa de Gràcia. Durant la repressió anti-poumista, treballà a la clandestinitat, fou detingut i empresonat durant quatre mesos a la presó Model. Una vegada alliberat, retornà al front, amb el grau de tinent.

## A l'exili
Després de la guerra civil espanyola, fou internat al camp d'Argelers, des d'on es fugà, en direcció cap a París. Participà en tasques de suport als exiliats, però detingut, fou empresonat a la Santé (1939), d'on fou traslladat a Les Tourelles i, malalt, a l'Hospital Tenon, d'on escapà. L'octubre del 1941 fou detingut de nou i deportat a Alemanya, on treballà forçadament a l'I. G. Farben Industrie. Més tard fou retornat a França, on entrà en contacte amb un grup d'esquerra marxista de tendència bordiguista (1944), amb els quals trencà per tornar a contactar amb el grup de poumistes de París.
El 1950 s'integrà, sota el nom d'Alberto Vega, en el grup consellista i antiestalinista Socialisme ou Barbarie. Impulsat per Cornelius Castoriadis, Lefort i Lyotard, denunciava l'URSS com una forma de capitalisme d'estat i no com un estat obrer degenerat. El 1965 desaparegué Socialisme ou Barbarie, i Masó participà, juntament amb Lyotard i Souyri en la fundació del també consellista Pouvoir Ouvrier, que desapareixeria el 1969. El 1972 reingressà en el POUM, sota el nom de Juliol Gil.
Poc després de la mort de Francisco Franco, retornà a Catalunya, on participà en la reaparició de La Batalla. Fins al 1981 tingué un paper destacat en la vida política del POUM.

## Fons personal
El seu fons personal es conserva a l'Arxiu Nacional de Catalunya des del seu ingrés el 2010. El fons integra la documentació aplegada i produïda per Albert Masó i March com a resultat de la seva activitat, principalment en l'àmbit polític. Inclou la documentació personal identificativa, passaports, mèdica, de tramitació de pensions, penitenciària i de reconeixement com a combatent de la resistència, com a refugiat i com a militar republicà. Així mateix, el testimoni de la seva activitat a la construcció i com a traductor, alguns escrits i carnets de lectura i activitat esportiva. El fons aplega un volum important de missives, entre altres corresponsals preferentment espanyols, nord-americans, italians o francesos, amb Andy Durgan, Gianfranco Fiameni, Phyllis Gottraux, Agustí Guillamon, Pierre Lanneret, Roland Néron, Pelai Pagès, Karine Peschard, Wilebaldo Solano i Suzanne Vonte. La part més important del fons, però, correspon a l'acció política en els grups de l'esquerra revolucionària francesa Socialisme o barbàrie i Pouvoir Ouvrier (amb abundant documentació sobre les seves publicacions), així com de les activitats del Partit Obrer d'Unificació Marxista (POUM) al Comitè Executiu de París i, després de la mort del general Franco, en la reorganització del partit des de la seu barcelonina. El fons inclou alguns materials biogràfics sobre el productor, en particular del seu temps de militància a l'esquerra francesa. Finalment, pel que fa als recursos d'informació, el fons aplega alguns dossiers temàtics (entre els quals destaquen els dedicats a la pel·lícula Terra i llibertat i a Andreu Nin), un important volum de publicacions periòdiques promogudes pel POUM i altres organitzacions comunistes afins durant els anys setanta (com ara Adelante, Alianza Obrera, Lucha Obrera, Tribuna Socialista o Voz obrera), així com, entre altra documentació impresa, una petita col·lecció d'opuscles i discursos publicats en francès durant la Guerra Civil. En el seu conjunt, el fons facilita una rica aproximació al coneixement de l'activitat del productor, en especial durant l'exili i els anys de la transició democràtica.